# Ustronie Morskie (gromada)
Ustronie Morskie – dawna gromada, czyli najmniejsza jednostka podziału terytorialnego Polskiej Rzeczypospolitej Ludowej w latach 1954–1972.
Gromady, z gromadzkimi radami narodowymi (GRN) jako organami władzy najniższego stopnia na wsi, funkcjonowały od reformy reorganizującej administrację wiejską przeprowadzonej jesienią 1954 do momentu ich zniesienia z dniem 1 stycznia 1973, tym samym wypierając organizację gminną w latach 1954–1972.
Gromadę Ustronie Morskie z siedzibą GRN w Ustroniu Morskim utworzono – jako jedną z 8759 gromad na obszarze Polski – w powiecie kołobrzeskim w woj. koszalińskim na mocy uchwały nr 43/54 WRN w Koszalinie z dnia 5 października 1954. W skład jednostki weszły obszary dotychczasowych gromad Ustronie Morskie, Kukinka, Sianożęty i Bagicz ze zniesionej gminy Ustronie Morskie oraz miejscowość Malechowo z miasta Kołobrzegu w tymże powiecie. Dla gromady ustalono 14 członków gromadzkiej rady narodowej.
1 stycznia 1958 do gromady Ustronie Morskie włączono obszar zniesionej gromady Rusowo (oprócz wsi Gąskowo i Połomino) w powiecie kołobrzeskim oraz wsie Gwizd i Wieniołowo ze zniesionej gromady Tymień w powiecie koszalińskim w tymże województwie
31 grudnia 1961 z gromady Ustronie Morskie wyłączono obszar gruntów PGR Łopienica (45 ha), włączając go do gromady Miłogoszcz w powiecie koszalińskim w tymże województwie; do gromady Ustronie Morskie włączono natomiast obszar gruntów PGR Rusowo (212,27 ha) z gromady Dobrzyca w powiecie koszalińskim w tymże województwie.
1 stycznia 1972 do gromady Ustronie Morskie włączono grunty o powierzchni 1254 ha z miasta Kołobrzegu w tymże powiecie.
Gromada przetrwała do końca 1972 roku, czyli do kolejnej reformy gminnej. 1 stycznia 1973 w powiecie kołobrzeskim reaktywowano gminę Ustronie Morskie.
Zobacz też: gromada Ustronie, gromada Ustroń